# باب الأسباط

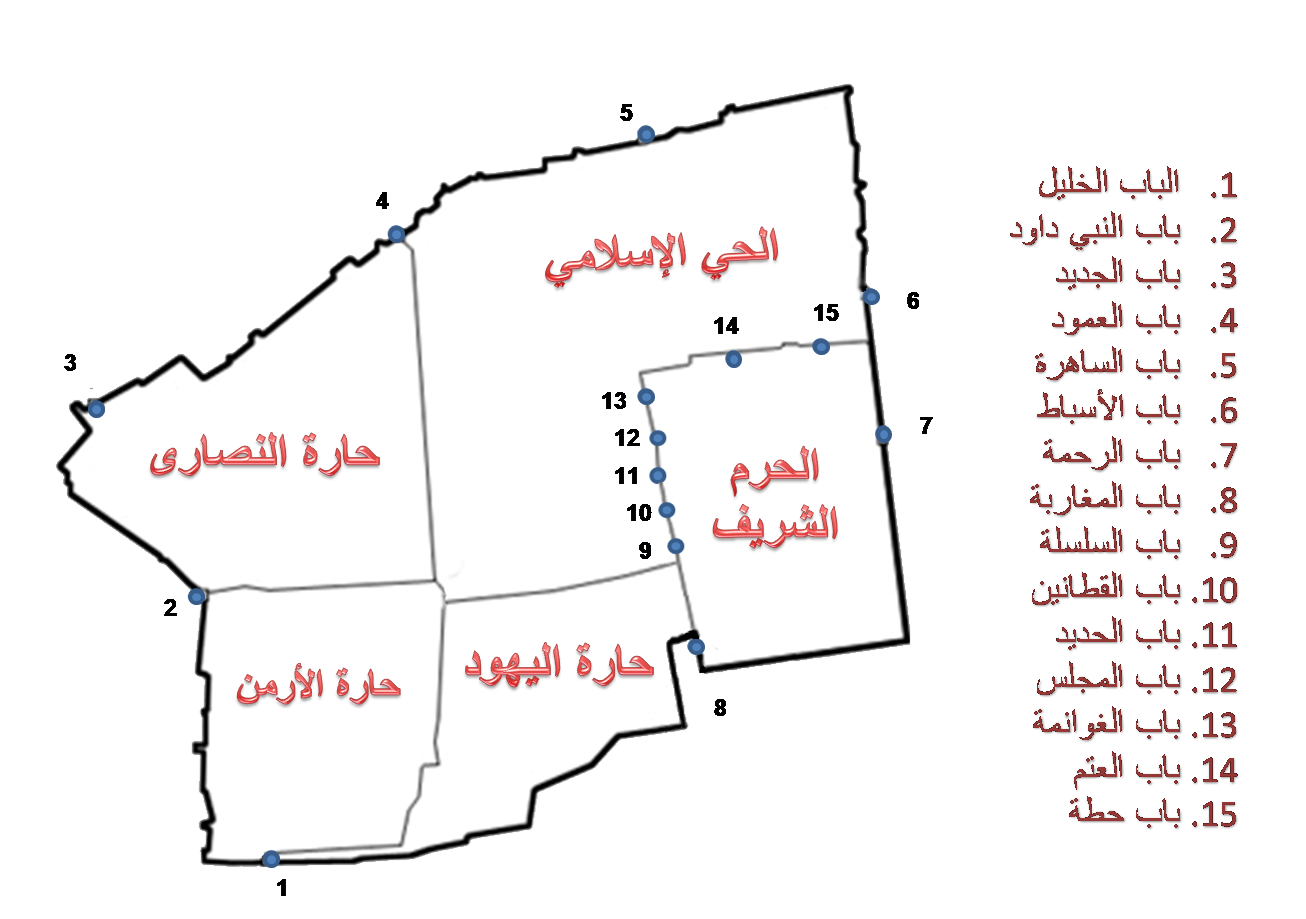
صورة: بوابات القدس القديمة والمسجد الأقصى.

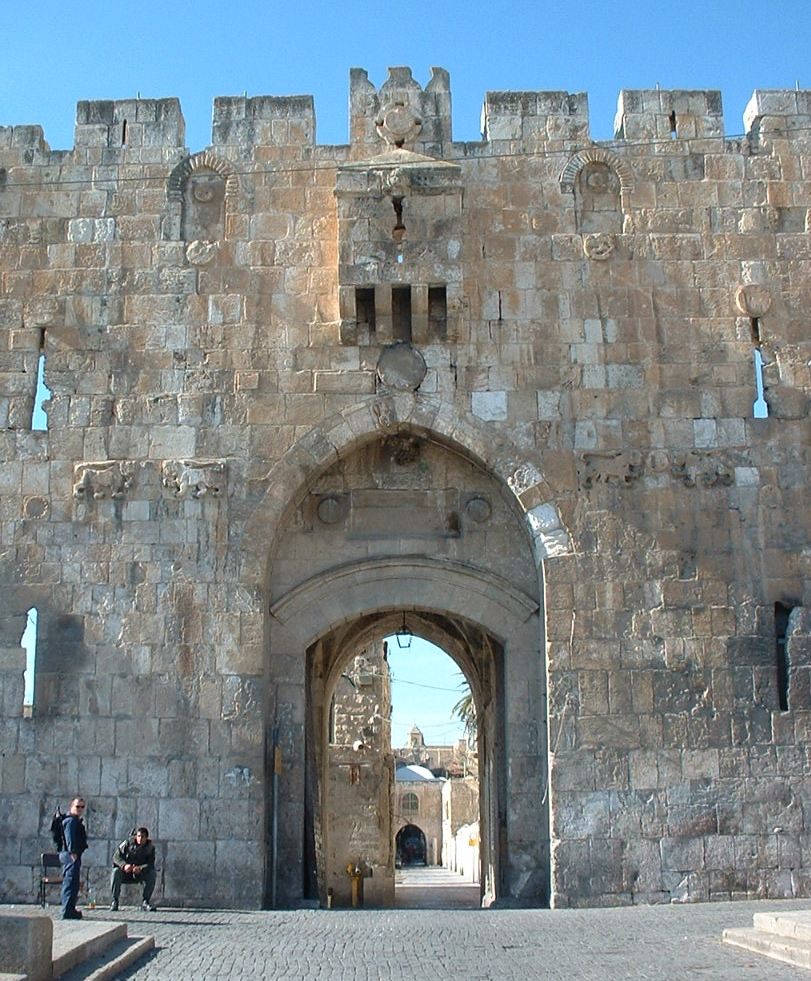
مشهد لباب الأسباط من خارج أسوار بلدة القدس القديمة.

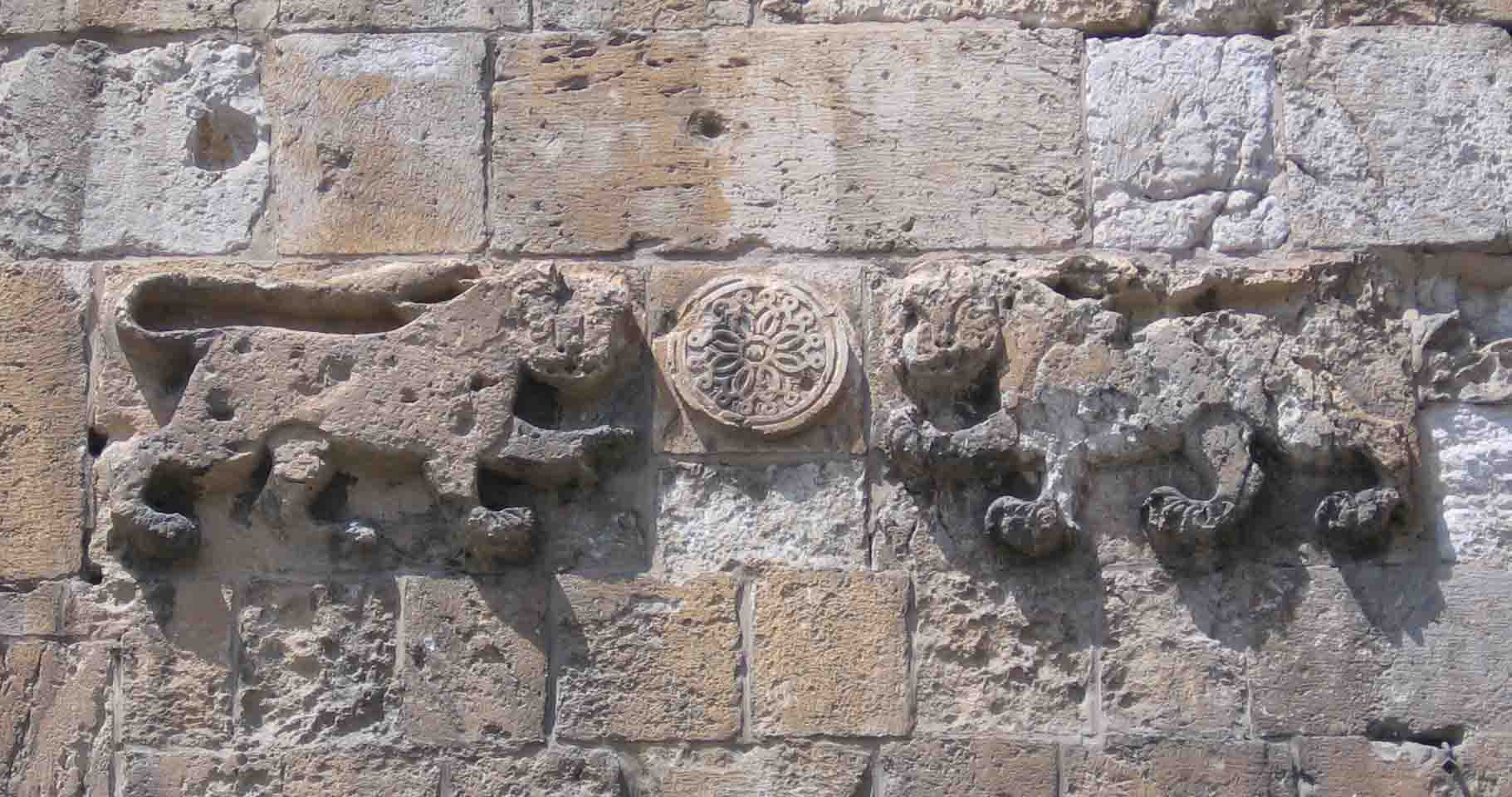
نقش الأسود على واجهة الباب.

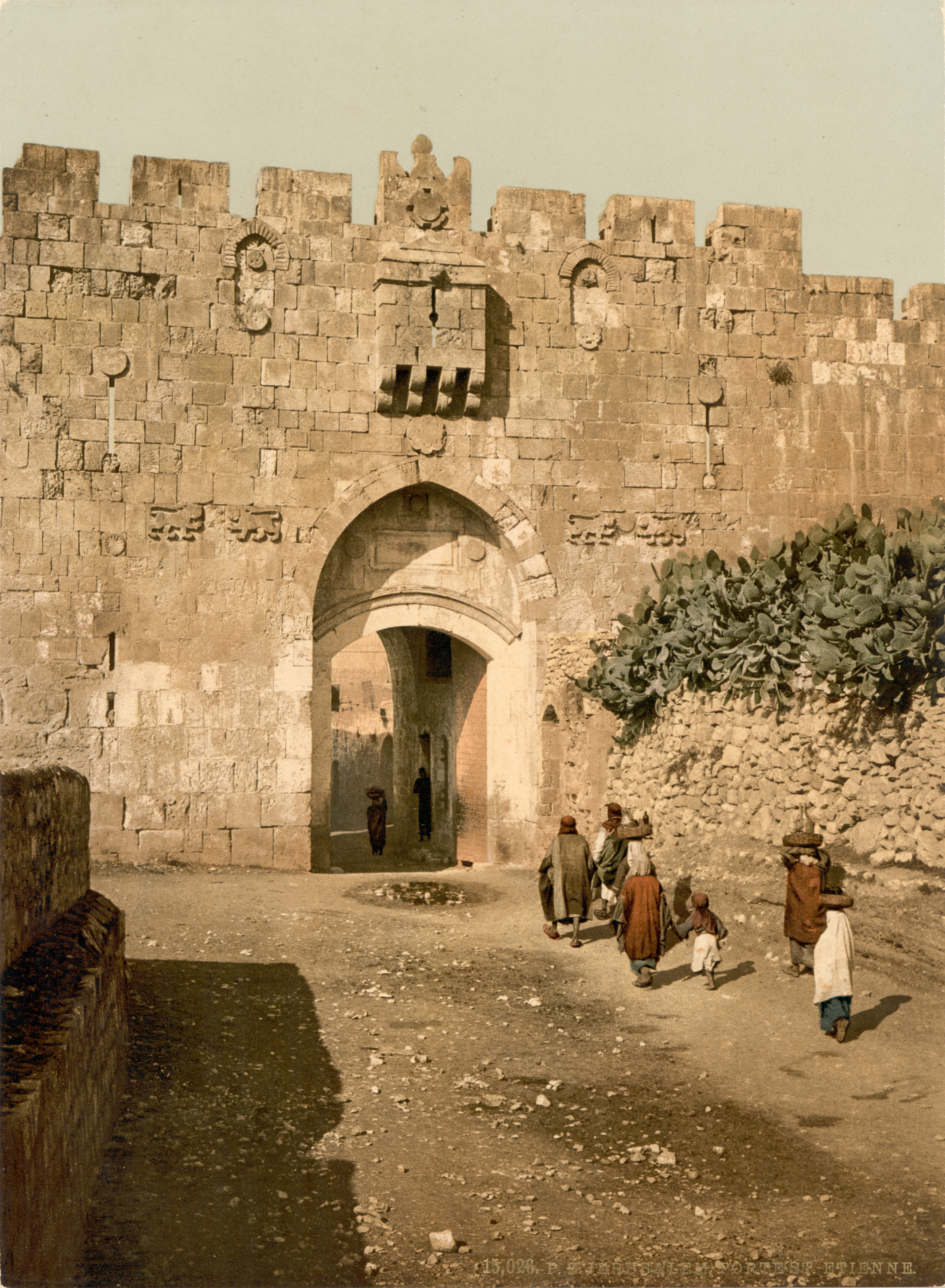
صورة تاريخية لباب الأسباط أثناء الحكم العثماني حوالي عام 1900.

باب الأسباط هي تسمية تطلق على بابين في مدينة القدس؛ أحدهما في السور الشرقي للبلدة القديمة، والآخر أحد أبواب المسجد الأقصى الشمالية. وبينهما مسافة 50 مترًا.
يُعتبر هذا الباب منذ إغلاق باب المغاربة في السور الغربي للمسجد الأقصى؛ المدخل الرئيسي للمُصلّين وخاصةً القادمين من خارج القدس، لقربه من باب الأسباط في السور الشمالي الشرقي للمسجد الأقصى. حيث تدخل الحافلات القادمة من خارج المدينة إلى ساحة مفتوحة بين البابين تصلح لوقوف السيارات تدعى بساحة الغزالي.
كما توجد محطة للشرطة الإسرائيلية قرب هذا الباب للسيطرة على من يمر من وإلى المسجد الأقصى، وكذلك للسيطرة على جميع الداخلين للبلدة القديمة من تلك الجهة.

## التسمية
أطلق عليه العرب اسم باب الروحة (باب أريحا) لأن الخارجين من المدينة عن طريق هذا الباب يصلون إلى طريق أريحا. ويُطلق عليه المسيحيين اسم «سانت ستيفن» وهو القديس الذي يعتقدون أن قبره يقع بالقرب منه. وهناك تسمية أخرى هي باب «ستي مريم» وذلك لقربه من كنيسة القديسة حنة التي هي حسب المعتقدات المسيحية مكان ميلاد السيدة مريم العذراء.
يُطلق على هذا الباب أيضًا اسم «باب الأسود» وذلك لوجود زوجين اثنين من الأسود يزينان واجهة الباب والتي تخلد حلم السلطان سليمان القانوني؛ الذي حلم ان الأسود تطارده وتنوي افتراسه لأنه لم يقم بإعادة بناء أسوار المدينة المخربة.[بحاجة لمصدر]

## المواصفات
مدخله مقوس وارتفاعه حوالي 4 أمتار. في الواجهة الأمامية هنالك شرفة بارزه بدون أرضية استخدمت لسكب القار والزيت المغلي على رؤوس الجنود الذين يحاولون اقتحام أسوار المدينة.

## التاريخ
جُدّد باب الأسباط في الفترة الأيوبية في عهد السلطان الملك المعظم عيسى عام 1213، ثم في العهدين المملوكي والعثماني، قبل أن يعاد ترميمه مرة أخرى عام 1538 في عهد السلطان سليمان القانوني.
في حرب الأيام الستة قام محاربو فرقة المظلية الإسرائيلية باقتحام البلدة القديمة عن طريق هذا الباب ومن هناك إلى المسجد الأقصى وحائط البراق.